# Эльфийская рукопись
«Эльфи́йская ру́копись» — метал-опера и концептуальный альбом российской пауэр-метал группы «Эпидемия», выпущенный 13 февраля 2004 года и презентованный на рок-фестивале «Пятница, 13-е». В записи принимали участие вокалисты групп «Ария», Arida Vortex, «Мастер», «Чёрный Обелиск» и «Бони НЕМ». Третий номерной альбом группы.
Альбом был спродюсирован гитаристом «Арии» Владимиром Холстининым, который также играл на мандолине в песне «Пройди свой путь». Эта песня на протяжении месяца возглавляла хит-парад «Чартова дюжина».

## Сценарий оперы
Сценарий оперы — это фэнтези-история, написанная Юрием Мелисовым, главным гитаристом Эпидемии. В первоначальные планы Юрия входила постановка по мотивам книжной серии Dragonlance, но в итоге был написан самостоятельный сюжет. Однако в сюжете оперы осталось сходство с Dragonlance и даже сознательные отсылки к ней (такие, как имя дракона Скай и упоминание в тексте Стурма). Другой источник вдохновения, «Сага о вечном воителе» Майкла Муркока, упомянута в песне «Вечный воитель». Ниже приведен краткий сценарий, оригинал можно прочитать на официальном сайте группы.
Полуэльф Дезмонд рос в эльфийском королевстве Эния, скрытом от остального мира волшебным барьером, который создавала магическая сфера Эль-Гилэт, принадлежавшая королю Энии, не желавшему делиться благополучием эльфов с людьми, и изучал магию у придворного волшебника Ирдиса. Он влюбился в принцессу Алатиэль и был ложно обвинён в практике чёрной магии её тайным поклонником, за что его изгнал король, которого не устраивала увлечённость полуэльфа чистокровной эльфийкой. Дезмонд по настоянию Ирдиса продолжил обучение в школе волшебства в землях людей и участвовал в некоторых военных походах. Во время одного из походов он как боевой маг произвёл хорошее впечатление на воина Торвальда, с которым впоследствии завёл дружбу. Фактически Торвальд был единственным человеком, не сторонившимся чужака-полуэльфа.
В это время Эния была атакована силами тьмы под предводительством могущественного тёмного мага Деймоса. Родной мир Деймоса погиб из-за погасшего солнца, и маг вынужден был искать новые земли для своего народа. Используя сложные заклинания чёрной магии, Деймос телепортировал часть своей армии в Энию, завоевал страну и убил короля. Остановить Деймоса можно было бы, запросив подкрепление из земель людей, но эльфы сами отгородились от человеческой расы магическим барьером, и помощь не смогла бы подойти (да и вряд ли люди захотели бы помогать перекрывшим все внешние связи эльфам). В тронном зале Деймос нашёл сферу Эль-Гилэт, магическая мощь которой могла дать ему возможность открыть портал между Энией и своим миром. Деймос предложил Алатиэль стать его женой, чтобы он стал полноправным королём эльфийских земель. Он пригрозил, что иначе он принесёт её в жертву, так как для открытия врат в его мир с помощью сферы и для телепортации остальной части его армии необходимо было в особую ночь Совмещения обагрить магический амулет кровью эльфов. Но Алатиэль, не желавшая идти на уступки захватчику и убийце отца, отказалась («Кровь эльфов»).
Чародей Ирдис был ранен во время сражения с захватчиками, но, увидев, что уже ничем не поможет Энии, успел бежать через портал к Дезмонду и попросил его спасти Энию («Час испытания»). Дезмонд сперва отказался, но затем, вспомнив, что его возлюбленная в плену у Деймоса, согласился. Он надеялся, что победа над Деймосом поможет ему получить право вернуться домой и жениться на Алатиэли. Также он попросил Торвальда присоединиться к нему в этом походе. Торвальд согласился, и маг Ирдис поведал им о том, что чистый сердцем путешественник может найти в горах некую силу, способную победить любого злодея, в том числе Деймоса («Рождённый для битвы»). Воодушевлённые этой мыслью, друзья отправились в Энию, скрываясь в лесах от глаз возможных вражеских агентов («Пройди свой путь»).
Тем временем Деймос, поразмыслив, решил, что у Ирдиса наверняка есть какой-то план по свержению власти Тьмы в Энии. Эта мысль бросила тёмного мага в дрожь, и он захотел перестраховаться, расставив на всех подступах к Энии своих агентов.
В пути Дезмонд и Торвальд остановились в приграничной таверне у подножия гор, где трактирщик, бесплатно накормив и напоив их, показал, по предварительному указанию Ирдиса, секретный тоннель, ведущий в Энию под горами («На пороге Ада»). Это был единственный способ попасть в Энию извне — все надземные пути были защищены берьером, создаваемым сферой Эль-Гилэт. Давным-давно Ирдис, не вполне доверявший королю и не разделявший его политику самоизоляции, сделал этот проход на случай, если ему понадобится покинуть Энию без ведома короля, и сейчас тоннель очень пригодился.
Однако разговор не был конфиденциальным, как бы ни старался скрыть его содержание трактирщик. Один из агентов Деймоса как раз находился в этой таверне. Подслушав разговор главных героев, он незаметно скрылся, отправился к барьеру, где, как всегда, дежурили верные Деймосу маги, которые его пропустили через барьер как своего (главные герои, разумеется, так попасть в захваченную страну не могли).
Выбравшись на свет по ту сторону тоннеля, герои продолжили путь в горах, окружавших Энию со всех сторон. Во время пути Дезмонд почувствовал присутствие древней магии и вскоре нашёл Жезл первых правителей Энии, о котором и говорил Ирдис. Этот магический артефакт они использовали, чтобы победить дракона Ская, посланного Деймосом («Вечный воитель»). Раненый Скай улетает к своему повелителю, чтобы предупредить об опасности.
Спустившись в эльфийскую долину, герои с помощью выживших эльфийских рыцарей (которые в отсутствие Ирдиса вели партизанскую войну с захватчиками) ворвались в королевский дворец, где выяснилось, что сегодня — та самая ночь Совмещения, на которую так надеялся Деймос. Не успев подготовить достаточную для подавления мятежа охрану, Деймос приказал войскам обороняться, а сам пытался завершить ритуал. Если бы ему это удалось, он стал бы в несколько раз сильнее и смог бы победить восставших самостоятельно, но во время разгоревшегося сражения Торвальд, совершив отчаянный рывок через ряды противника и едва не поплатившись головой за отвагу, уничтожил Эль-Гилэт с помощью найденного в горах Жезла («Магия и меч»). Деймос, поняв, что битву за Энию он проиграл, бросился бежать. Дезмонд кинулся за ним в погоню, но тёмный маг успел сбежать через балкон и улететь на драконе через портал в свой мир. Стража Деймоса, лишившись лидера, сдалась на милость победителя.
После освобождения Энии Дезмонд женился на принцессе Алатиэль, однако, поскольку изгнанный полуэльф не мог быть коронован как король, Ирдис стал временным правителем до того, как подрастут дети новой королевской семьи.

## Список композиций
Сценарий написан Юрием Мелисовым
Все тексты написаны Юрием Мелисовым, вся музыка написана Юрием Мелисовым, кроме отмеченных.
| №   | Название                        | Музыка          | Вокал                                                | Длительность |
| --- | ------------------------------- | --------------- | ---------------------------------------------------- | ------------ |
| 1.  | «Золотые драконы»               |                 | инструментальная                                     | 1:36         |
| 2.  | «Час испытания»                 |                 | Самосват, Беркут                                     | 4:56         |
| 3.  | «Рождённый для битвы»           | Мелисов, Бушуев | Самосват, Беркут, Лобашёв                            | 6:11         |
| 4.  | «Пройди свой путь»              |                 | Самосват, Лобашёв                                    | 5:17         |
| 5.  | «Кровь эльфов»                  | Мелисов, Князев | Самосват, Борисенков, Немоляев, Чеботарёва Анастасия | 9:45         |
| 6.  | «На пороге Ада»                 |                 | Самосват, Лобашёв, Беркут, Lexx                      | 6:25         |
| 7.  | «Вечный воитель»                |                 | Самосват, Немоляев, Лобашёв, Беркут                  | 4:26         |
| 8.  | «Романс о слезе»                |                 | Самосват, Чеботарёва Анастасия                       | 6:34         |
| 9.  | «Магия и меч»                   | Валерьев        | Самосват, Лобашёв, Борисенков                        | 5:47         |
| 10. | «Осколки прошлого»              |                 | Самосват                                             | 4:21         |
| 11. | «Эпилог»                        |                 | инструментальная                                     | 3:50         |
| 12. | «Всадник из льда» (Bonus Track) |                 | Самосват                                             | 5:10         |

### Instrumental — Karaoke Version (2021)
В рамках проекта на Planeta были созданы инструментальные версии альбома с записей концертного альбома Эльфийская Рукопись Навсегда.
| №  | Название              | Музыка          | Длительность |
| -- | --------------------- | --------------- | ------------ |
| 1. | «Час испытания»       |                 | 5:07         |
| 2. | «Рождённый для битвы» | Мелисов, Бушуев | 6:12         |
| 3. | «Пройди свой путь»    |                 | 5:17         |
| 4. | «Кровь эльфов»        | Мелисов, Князев | 7:49         |
| 5. | «На пороге Ада»       |                 | 6:35         |
| 6. | «Вечный воитель»      |                 | 4:25         |
| 7. | «Романс о слезе»      |                 | 6:21         |
| 8. | «Магия и меч»         | Валерьев        | 5:46         |
| 9. | «Осколки прошлого»    |                 | 4:19         |

## Состав

### В ролях
- Дезмонд, полуэльф — Максим Самосват (Эпидемия, Mechanical Poet)
  - После ухода Максима из группы, на концертах эту роль исполняет Евгений Егоров (Эпидемия, Колизей)
- Торвальд, рыцарь — Андрей Лобашёв (Харизма, Arida Vortex, Ольви)
- Ирдис, эльфийский волшебник — Артур Беркут (Беркут, Ария, Автограф)
- Деймос, темный лорд — Дмитрий Борисенков (Чёрный Обелиск)
- Скай, синий дракон — Кирилл Немоляев (Бони НЕМ)
  - На концертах эту роль также исполняет Владислав «Viper» Ясинский (Above the stars).
- Алатиэль, эльфийская принцесса — Анастасия Чеботарёва
  - На концертах эту роль также исполняли Александра Комарова (Luna Aeterna), Лана Баду и Елена Минина.
- Трактирщик — Алексей «Lexx» Кравченко (Мастер)
  - На концертах эту роль также исполняли Дмитрий Авраменко (Харизма), Алексей Булгаков (Легион) и Иван Жерновков (Артерия).

### Музыканты

#### Группа Эпидемия
- Юрий Мелисов — гитара, акустическая гитара
- Павел Бушуев — гитара
- Илья Князев — бас-гитара, соло-гитара (5)
- Дмитрий Кривенков — ударные
- Роман Валерьев — клавишные
- Максим Самосват — вокал

#### Гости
- Вячеслав Молчанов (Кипелов, Легион) — соло-гитара (7, 10)
- Владимир Холстинин (Ария) — мандолина (4)

## Дополнительная информация
- Запись — студия «Ария Рекордс»
  - Звукоинженер — Дмитрий Калинин
- Сведение — Дмитрий Калинин, Максим Самосват, Илья Князев
- Вокальные аранжировки — Максим Самосват
- Хоры исполняли — Мелисов, Лобашёв, Самосват
- Оркестровые аранжировки — Лекс Плотников
- Запись и сведение диалога — Том Токмаков
- Мастеринг — Андрей Субботин
- Художник обложки — Ли Николсон

## Сиквелы
Продолжение «Эльфийской рукописи» вышло в ноябре 2007 года под названием «Эльфийская рукопись: Сказание на все времена». В записи альбома принимали участие Кирилл Немоляев («Бони НЕМ»), Дмитрий Борисенков («Чёрный обелиск»), Артур Беркут («Беркут»), Михаил Серышев (экс-«Мастер»), Константин «Тролль» Румянцев («Тролль гнёт ель») и др.
Кроме того, дальнейшей судьбе Торвальда посвящена песня «Дорога домой» с одноимённого альбома группы, вышедшего в 2010 году.
В 2006 году вышел DVD «Хроники сумерек: 10 лет пути», содержащий видеозапись концертного исполнения «Эльфийской рукописи».
В 2010 году вышел DVD «Эльфийская рукопись: Сага о двух мирах», содержащий видеозапись живого исполнения «Эльфийской рукописи» и «Эльфийской рукописи: Сказание на все времена».
Второе продолжение вышло в апреле 2014 году под названием «Сокровище Энии». Оно повествует о дальнейшей жизни в Энии и Ксентароне, протекающей после войны.
Третье продолжение вышло 8 февраля 2018 под названием «Леге́нда Ксентаро́на». Первая часть сюжета логически является предысторией всего цикла опер. Вторая часть сюжета переносит слушателей к финалу метал-оперы «Сокровище Энии».